# كاليب نيوبولد تايلور
كاليب نيوبولد تايلور (بالإنجليزية: Caleb Newbold Taylor)‏ هو مصرفي وسياسي أمريكي، ولد في 27 يوليو 1813، وتوفي في 15 نوفمبر 1887. حزبياً، نشط في الحزب الجمهوري. وقد انتخب عضو مجلس النواب الأمريكي.